# Johan H. Andresen
Johan H. Andresen (Oslo, 29 de noviembre de 1888-21 de octubre de 1953) fue un industrial y político noruego del Partido Conservador.

## Vida personal
Nació en Kristiania como hijo del propietario de la fábrica Nicolai Andresen (1853-1923) y Johanne Marie Heyerdahl (1855-1928). Fue nieto de Johan Henrik Andresen y bisnieto de Nicolai Andresen.
En 1929 se casó con Eva Klaveness (1900-1965), hija del armador Anton Frederik Klaveness. Su hijo Johan Henrik Andresen (1930-2011), y su nieto Johan Henrik Andresen continuaron el legado empresarial.

## Carrera
Fue propietario de la fábrica de tabaco J. L. Tiedemanns Tobaksfabrik y una de las personas más ricas de Noruega. Fue miembro del Parlamento de Noruega desde 1928 hasta 1933. Durante la ocupación de Noruega por la Alemania Nazi, fue encarcelado en el campo de concentración de Grini por un período de cuatro meses en 1942.
Fue condecorado como Comandante de la Orden de Dannebrog de Dinamarca y Caballero de la Orden de Vasa de Suecia. Falleció en Suecia en 1953.